# Big Bang (Big Bang-album)
A Big Bang a dél-koreai Big Bang együttes második japán nagylemeze, melyet 2009. augusztus 19-én jelentetett meg a Universal Music Japan.

## Számlista
| 1.    | Intro                         |                                     |                                           |                                              | 0:53 |
| 2.    | Gara Gara Go! (ガラガラ Go!!) | BIG-RON / Shion / Ricci / YUG JAPAN | Jimmy Thornfeldt                          | Jimmy Thornfeldt, Mohombi Moupondo, G-Dragon | 3:20 |
| 3.    | Bringing You Love             | G-Dragon                            | Jimmy Thornfeldt                          | Jimmy Thornfeldt                             | 3:24 |
| 4.    | My Heaven                     | G-Dragon, Fudzsibajasi Sóko, Komu   | G-Dragon, Daishi Dance                    | G-Dragon, Daishi Dance                       | 3:54 |
| 5.    | Stay                          | Fudzsibajasi Sóko                   | Jimmy Thornfeldt, Mohombi Moupondo        | Jimmy Thornfeldt, Mohombi Moupondo           | 3:40 |
| 6.    | Top of the World              | Shikata                             | Jimmy Thornfeldt, Mohombi Moupondo        | Jimmy Thornfeldt, Mohombi Moupondo           | 3:01 |
| 7.    | Follow Me                     | Steve I                             | Jimmy Thornfeldt, Mohombi Moupondo        | Jimmy Thornfeldt, Mohombi Moupondo           | 3:32 |
| 8.    | Baby Baby                     | Emi K.Lynn                          | G-Dragon, Brave Brothers                  | Brave Brothers                               | 3:53 |
| 9.    | Emotion                       | G-Dragon, Komu                      | Jimmy Thornfeldt, Mohombi Moupondo, Perry | Jimmy Thornfeldt, Mohombi Moupondo, Perry    | 3:20 |
| 10.   | Love Club                     | Rina Moon                           | G-Dragon, Perry, Teddy                    | Teddy                                        | 3:34 |
| 11.   | Always (Japanese)             | Rina Moon                           | Teddy, Perry                              | Teddy                                        | 3:55 |
| 36:26 |                               |                                     |                                           |                                              |      |

## Slágerlista-helyezések
A lemez a második helyen debütált az Oricon napi listáján 12 000 eladott példánnyal. A heti eladási listán a harmadik helyet érte el.